# Amnesia: Rebirth
 (juin 2022).
Pour les articles homonymes, voir Amnesia.
Amnesia: Rebirth (en français : Renaissance) est un jeu vidéo solo d'horreur psychologique en vue à la première personne. Développé et édité par Frictional Games, le jeu est une suite directe de Amnesia: The Dark Descent. Il est également le successeur de Amnesia: A Machine for Pigs sorti en septembre 2013.

## Synopsis
Le joueur incarne Tasi Trianon, une dessinatrice technique française rejoignant en 1937 une expédition archéologique au site de fouille de Tin Hinan, en Algérie. Après le crash de son avion, elle se réveille quelques jours plus tard au beau milieu du désert. Par la suite, elle décide de se lancer à la recherche de son mari Salim.

## Système de jeu
À l'instar de ses prédécesseurs, Rebirth est un jeu vidéo solo de genre survival horror en vue subjective.
Le personnage ne peut pas attaquer ses ennemies.

## Personnage

### Jeunesse
Tasi Trianon a eu une relation complexe avec son père pendant son enfance. À l'âge de 16 ans, il lui donne une boussole afin qu'elle puisse « toujours trouver le chemin de la maison ». Hank (personnage secondaire, chef d'expédition du voyage d'Alger au Soudan français de l'avion nommé Cassandra, et l'un des premiers survivants après son crash) parle de lui avec tendresse à Tasi, l'appelant affectueusement le « vieil homme » et disant que les jours où son père était en charge et où les responsabilités de Hank sous ses ordres étaient peu nombreuses lui « manquaient ».
À un certain moment, son père se dispute avec Malick au sujet des mules à Marrakech, une grande ville du Maroc (dont une grande partie était un protectorat français de 1912 à 1956), et Tasi assiste à ces voyages avec les trois. Par conséquent, Tasi a probablement beaucoup voyagé en Afrique du Nord et a peut-être accompagné son père dans de nombreuses excursions au début de sa vie.

### Vie d'adulte
Tasi est née à Paris et est devenue dessinatrice technique en ingénierie pour la Triple Crown Mining Company (société associée au vol privé infructueux du Cassandra), où son travail consistait à dessiner les plans de leurs structures. Elle a également participé à des projets d'ingénierie à l'étranger. Grâce à ce travail et aux voyages précédents, elle a rencontré ses futurs compagnons pour l'expédition au Soudan français, dont Salim (mari de Tasi Trianon, qu'elle recherche initialement au de Rebirth). Ils se sont mariés en août 1933.

#### Mariage et enfants
Elle se marie officieusement avec Salim et donne naissance à leur première fille, Alys. Deux à trois mois avant l'expédition, Tasi tombe enceinte de sa deuxième fille, Amari. Cependant, Alys est diagnostiquée d'une maladie dégénérative inconnue et en meurt peu après.

### Expédition du Triple Crown Mining Company
En 1937, Tasi se lance dans une expédition au Soudan français à travers l'Algérie avec son mari et une équipe du Cassandra,. Elle accepte l'invitation de Hank, qui supposait que le fait de les éloigner de la perte tragique d'Alys et de les occuper avec un projet aiderait le processus de guérison.

#### Crash duCassandra
Un soudain dysfonctionnement du moteur provoque le crash du Cassandra dans le désert algérien, tuant le pilote et blessant de nombreux passagers, dont Salim. Les survivants du crash quittent l'épave et le désert brûlant et trouvent refuge dans une grotte voisine, où les blessés sont soignés. Les survivants les plus valides, dont Tasi, décident alors de laisser les blessés dans la grotte pour chercher de l'aide et la civilisation, car leurs provisions ne peuvent les aider à survivre qu'un certain temps.
Tasi et ses compagnons trouvent alors un avant-poste abandonné, criblé de corps de soldats et de pièges. Ils rencontrent ce que Yasmin (personnage majeur dans Rebirth, elle est l'un des membres de l'équipage du Cassandra lors du voyage en avion dont faisait partie Tasi) appelle une goule (créatures autrefois humaines, ce sont les premiers ennemis rencontrés dans le jeu attaquant Tasi dès qu'ils en ont l'occasion), cette dernière ayant tué Jonathan,,.
Le reste de l'équipage réussit à peine à s'échapper, et Hank est alors gravement blessé. Ils continuent à travers le désert et trouvent une oasis, où ils trouvent un sanctuaire en l'honneur d'une sorte de déesse, connue sous le nom de l'Impératrice (antagoniste principal du jeu, elle est décrite comme un dieu). Son esprit se manifeste devant Tasi et offre au groupe un refuge dans le désert, ainsi que des soins pour leurs blessés. Tasi accepte son aide et l'esprit les conduit alors à une amulette de voyageur (dispositif utilisé pour localiser et ouvrir des failles dans les points faibles du « tissu entre les mondes », permettant ainsi des voyages transpatiaux), qui leur permit, à elle et à ses compagnons, de se rendre dans le royaume de l'Impératrice.
Une fois sur place, l'Impératrice propose un marché à Tasi : elle guérira Hank et assurera la survie de l'équipage dans le désert, mais Tasi devra rester dans son royaume « jusqu'à la naissance de l'enfant ». Cela implique que Tasi doit abandonner son enfant à l'Impératrice. Certains membres de l'équipage supplient alors Tasi d'accepter, mais cette dernière refuse, profondément marquée par la perte de son premier enfant et ne voulant absolument pas en perdre un autre. L'Impératrice se lamente sur sa décision, mais les invite à boire à la fontaine de son sanctuaire, leur promettant une protection contre le désert. Tous les membres de l'équipage, y compris Tasi, boivent à la fontaine, ce qui leur donne d'incroyables capacités de guérison et supprime leur besoin de nourriture et de boisson. Cependant, ils se transforment de manière latente en goules, des monstres horribles, déclenchés par la peur et l'angoisse.
Inconscient de leur sort, l'équipage se prépare à retourner dans leur monde. Mais avant qu'ils ne partent, Hank commence à souffrir des symptômes d'une transformation en goule, mentionnant une obscurité qui affecte sa vision. Alors qu'il perd le contrôle de son corps, il implore à Tasi de courir. Grâce à l'abnégation d'un autre membre d'équipage, Malick, Tasi réussit à s'échapper de l'autre monde et, contre les remontrances des autres survivants, elle retourne sur le lieu du crash du Cassandra,. Mais, en raison des trous de mémoire et de l'amnésie provoqués par la transformation en goule, elle ne conserve aucun souvenir de ce qui s'est passé depuis le crash jusqu'à ce moment, et cela marque le début du jeu.

#### Évènements dansRebirth
Tasi finit par se réveiller sur le site du crash du Cassandra, se souvenant seulement de l'accident et de sa nécessité de boire du laudanum (objet trouvé dans The Dark Descent) pour sa phobie quand elle en a besoin. Immédiatement après son réveil, elle boit un laudanum à proximité et commence à enquêter sur le site du crash. D'après ses souvenirs et les objets qu'elle a trouvés, elle apprend que les survivants se sont d'abord rendus dans les grottes. Là, elle s'attend à trouver les passagers blessés en vie, qui ont été laissés derrière jusqu'à ce que de l'aide soit trouvée. Mais au lieu de cela, elle découvre qu'ils sont tous déjà morts, y compris son mari Salim. D'après les notes, elle apprend qu'ils étaient suivis par des créatures. Elle doit donc laisser les cadavres derrière elle, afin de trouver d'autres survivants et continuer son voyage à travers les grottes.
Au cours de son voyage, elle s'aventure brièvement dans le monde des ténèbres grâce à son amulette de voyageur. Au début, elle n'est pas capable de comprendre où elle se trouve et pourquoi cet endroit est détruit. Elle trouve alors le corps du professeur Herbert (professeur de l'université de Cambridge et chef de l'expédition malheureuse en Algérie) et réussit finalement à s'échapper de ce monde. Au lieu de retourner dans notre monde, elle entre dans un état de rêve. Ce lieu appelé The Room est la chambre d'Alys dans l'appartement de Tasi et Salim. Il se situe rue de l'Oriflamme, dans le quartier du Montparnasse, à Paris. Elle voit alors ses souvenirs de son premier enfant, de Salim et une vision d'un bébé. Après s'être réveillée de ses rêves, elle continue sa recherche dans les grottes profondes et c'est là qu'elle se souvient qu'elle est à nouveau enceinte. Se motivant par le biais de son futur bébé, elle trouve un moyen de s'échapper des grottes et d'atteindre la surface.
À la surface, elle se retrouve sur un sentier menant quelque part. En suivant ce dernier, elle finit par arriver dans la cour du fort d'Al-Mamaru, qui était auparavant occupé par la Légion étrangère française,. En entrant, elle entend des appels radio provenant des quartiers d'habitation. Elle enquête alors ici et apprend que tous les soldats et l'un de ses compagnons sont morts ici, à cause de la même créature. Elle atteint la radio et communique avec le docteur et Yasmin. Ces derniers disent avoir trouvé de l'aide dans un village voisin et conseillent à Tasi de venir dans ce village. Tasi dit alors au docteur qu'elle s'est évanouie et qu'elle a donc besoin d'aide. Le docteur accepte de l'aider une fois arrivé au village.
Tasi commence alors à chercher un moyen de quitter le fort d'Al-Mamaru. Mais, avant qu'elle ait pu quitter les quartiers d'habitation, elle est poursuivie par cette créature. Après s'être échappée de justesse dans la cour, elle essaye de quitter le fort par la porte mais ne réussit pas à l'ouvrir. Elle réalise qu'elle doit faire sauter la porte avec le tank. Ce dernier étant déchargé, elle doit donc préparer une nouvelle cartouche pour lui à l'arsenal (centre de stockage et de maintenance pour les armes et autres équipements militaires). Une fois la préparation terminée, elle tire avec le char et tombe dans la citerne (lieu reliant la cour du fort Al-Mamaru et l'oasis, ce sont des structures souterraines, semblables à des puits, conçues pour contenir et stocker l'eau à long terme pour l'usage humain) avec ce dernier, à cause d'un sol défectueux. À cause de cet effondrement, sa tête est frappée par des débris et elle s'évanouie par la suite. Après son réveil, elle commence à suivre le système complexe de tunnels de la citerne. Elle y rencontre des goules et une entité surnaturelle sur son chemin. Malgré cela, elle peut tout de même atteindre l'oasis.

## Développement
Le jeu sort officiellement le 20 octobre 2020 sur PC et sur PlayStation 4. Il sort ensuite sur Xbox One et sur Xbox Series le 20 octobre 2022.

## Accueil
Le jeu reçoit à sa sortie un bon accueil critique, le site web Metacritic lui donnant sur PC la note de 82 %.
Le site internet IGN a attribué au jeu une note de 8/10, le qualifiant de « survival horror les plus palpitants de l'histoire récente qui est tout sauf oubliable ».
En 2022, les évaluations récentes sur plateforme Steam et les évaluations totales sont plutôt positives.